# Anne Savelli
Pour les articles homonymes, voir Savelli (homonymie).
Anne Savelli, née en 1967 à Paris, est une auteure française.

## Biographie
Née en 1967 à Paris, Anne Savelli étudie les lettres modernes et l'audiovisuel à la Sorbonne.
Elle exerce différents métiers dans le domaine du livre et débute en 1998 la rédaction de son premier ouvrage, Fenêtres : Open Space, qui sort en 2007.
Parmi les thèmes récurrents dans ses ouvrages figurent entre autres la ville, l’importance du lieu et la virtualité, l’enfermement et la mémoire.

## Publications
- Fenêtres : Open Space, Le Mot et le Reste, 2007
  - Le livre parle du travail, des conditions de travail et de la difficulté qu'il y a parfois à aller travailler[2].
  - Extrait : « Une femme note sur un carnet ce qu'elle voit défiler derrière les fenêtres de la rame du métro : souvent des fenêtres derrière lesquelles s'ébauchent des gestes ... »[3].
- Cowboy Junkies / The Trinity Session, Le Mot et le Reste, 2008
  - l'ouvrage est « consacré à un groupe de rock et folk canadien »[4].
- Frank, Stock, 2010, 304 p.
  - Pour Pascal Jourdana, du magazine Le Matricule des anges, le livre « restitue la vie des squatters, le rapport à l’administration pénitentiaire, le désarroi des proches, la cruauté des villes, la difficulté à sortir de l’errance… » et « est aussi une réflexion sur l’écriture et sur la lecture »[5].
- Décor Lafayette, Éditions Inculte, 2015[6].
- Décor Daguerre, Éditions de l'Attente, 2017[7].
- Saint-Germain-en-Laye, Éditions de l'Attente, 2019, 132 p.
  - Camille Cloarec (Le Matricule des anges), écrit : « L’originalité de sa composition, qui mêle fragments poétiques, anecdotes autobiographiques, paragraphes documentés, donne toute sa force au recueil. »[8].
  - La revue Les Notes Bibliographiques note à propos du roman : « Cent trente-trois pages de pure poésie : les mots jouent, s’accolent, se déploient en farandole, se télescopent. »[9].
- Musée Marilyn, éditions Inculte, 2022, 432 p.
  - Selon Alain Nicolas, de L'Humanité, son livre « offre le sensible et vivant portrait d’une icône indémodable »[10].
  - Tiphaine Samoyault écrit dans Le Monde qu'Anne Savelli, a au moins deux points communs avec Joyce Carol Oates : « elle admire son sujet sans jamais le réduire, et elle en fait une réserve d’invention formelle et de réflexion éthique. »[11].
  - Selon Jérôme Orsoni (Le Temps), « l’ouvrage se révèle une fouille archéologique de notre époque. »[12].
  - Christine Marcandier écrit dans Diacritik, à propos de cet ouvrage « Ce n’est pas Marilyn telle que vous ne l’avez jamais vue, mais vue des millions de fois et pourtant jamais regardée. »[13].
  - Pour la revue Les Notes Bibliographiques, Anne Savelli : « s’immerge dans une exposition imaginaire sur Marilyn Monroe et ses photographes. »[14].
- Lier les lieux, élargir l’espace, L’œil Ébloui, 2024, 53 p.